# Registrador de Datos de la Travesía

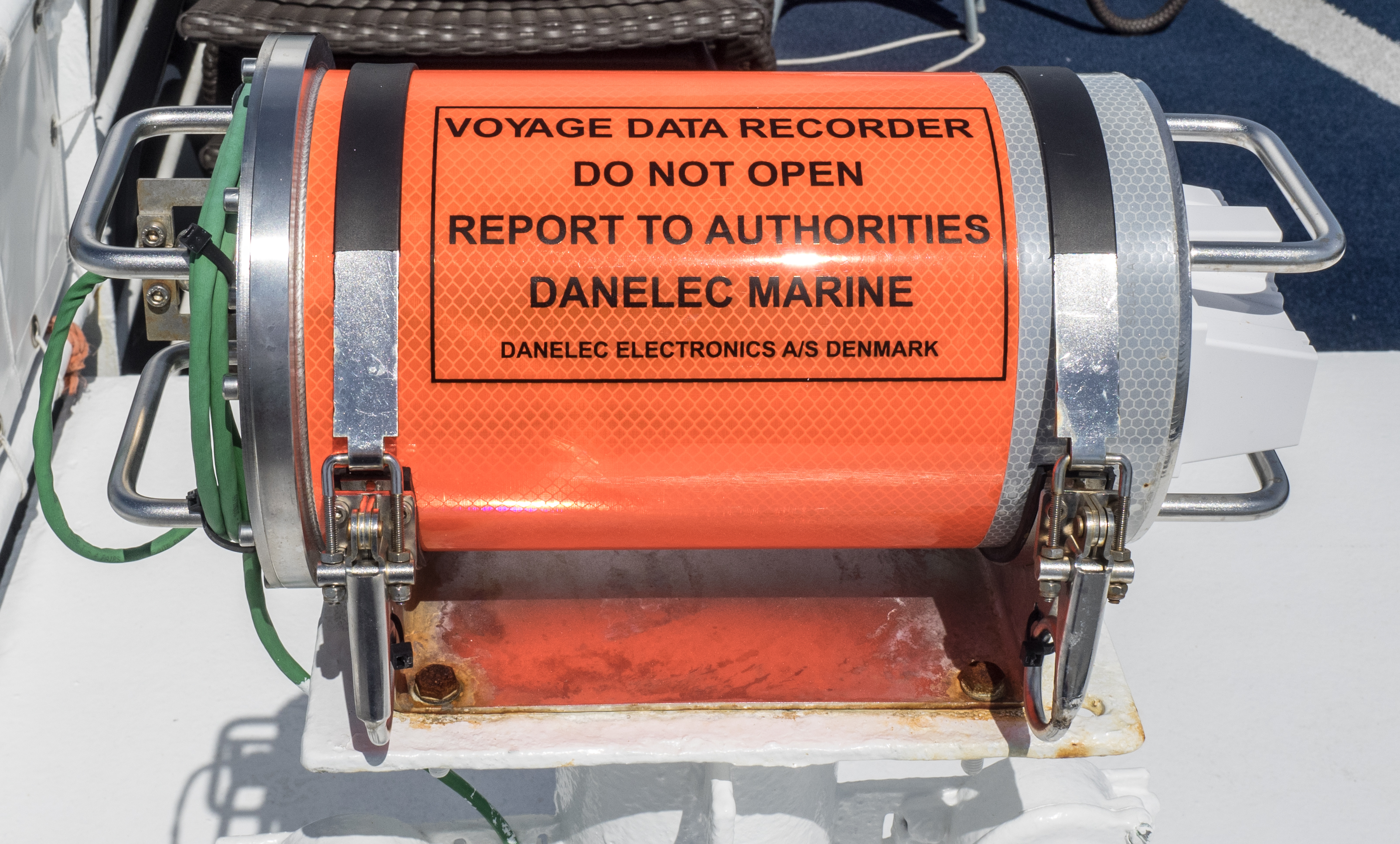

Un Registrador de Datos de la Travesía (RDT) es un sistema de grabación y almacenamiento de datos para embarcaciones capaz de coleccionar datos de los distintos sensores del barco durante una travesía. Según el Convenio Internacional para la Seguridad de la Vida Humana en el Mar de la Organización Marítima Internacional, su instalación es obligatoria en todos los buques de pasaje y los buques de arqueo bruto igual o superior a 3.000 toneladas, con el propósito de reforzar la seguridad de los mismos, mejorar su construcción y prevenir y solucionar accidentes en el mar. 
Los sistemas RDT son equiparables a las cajas negras de los aviones, pues graban y almacenan, de manera segura y recuperable, todos los parámetros de navegación: información relativa a la posición, movimiento, comunicaciones en puente, megafonía, alarmas antiincendios e incluso la imagen radar. Toda esta información, recogida y debidamente tratada, es de suma utilidad a la hora de investigar y en su caso, prevenir, cualquier incidente o accidente que afecte a la seguridad del buque, como pueden ser abordajes, varadas, fallos o averías e inundaciones, entre otros; así como cualquier suceso que comprometa la seguridad de la navegación, como los fallos en la maniobrabilidad, los defectos de los sistemas y aparatos de gobierno o de los equipos de navegación y comunicación; y, finalmente, cualquier situación que pueda desembocar en episodios de contaminación marina, como vertidos o riesgo de los mismos.